# José Lamuño
José Lamuño Álvarez (Asturias, 23 de enero de 1987) es un actor español.

## Biografía
Nació en Oviedo, Asturias. Actor , ha aparecido en series como El internado, La que se avecina,
Un golpe de suerte y Aquí me las den todas. Es conocido por salir esporádicamente en la serie de
La que se avecina, dando vida a Hugo, o como Gorka en la serie Hospital Central. Además, ha participado en diversos desfiles en la pasarela Cibeles de 2009 y en campañas publicitarias.

## Vida personal
En el verano de 2018, los medios de comunicación vincularon sentimentalmente a Lamuño con la cantante canaria Ana Guerra (tras participar con ella en el videoclip de «Ni la hora»).

## Filmografía

### Series
| Año         | Título                           | Cadena      | Personaje              | Notas         |
| ----------- | -------------------------------- | ----------- | ---------------------- | ------------- |
| 2008        | El internado                     | Antena 3    | Alumno                 | 2 episodios   |
| 2009        | Un golpe de suerte               | Telecinco   | Víctor                 | 59 episodios  |
| 2009; 2014  | La que se avecina                | Telecinco   | Hugo García            | 6 episodios   |
| 2011 - 2012 | Aquí me las den todas            | Veo TV      | Gonzalo                | 87 episodios  |
| 2012        | Hospital Central                 | Telecinco   | Gorka Betania          | 17 episodios  |
| 2012        | Aída                             | Telecinco   | Quique                 | 1 episodio    |
| 2013        | Tormenta                         | Antena 3    | Alfredo                | 2 episodios   |
| 2014        | Vive cantando                    | Antena 3    | Raimundo "Rai" Soler   | 2 episodios   |
| 2018        | Fugitiva                         | La 1        | Santi                  | 7 episodios   |
| 2018        | Cupido                           | Playz       | Marcos                 | 6 episodios   |
| 2018        | El Continental                   | La 1        | Cristóbal              | 3 episodios   |
| 2018 - 2019 | Servir y proteger                | La 1        | Álvaro Campos Soler    | 265 episodios |
| 2019        | Los nuestros                     | Telecinco   | Cayetano               | 2 episodios   |
| 2020 - 2021 | Física o química: El reencuentro | Atresplayer | Oriol Puig             | 2 episodios   |
| 2022 - 2023 | Amar es para siempre             | Antena 3    | Felipe "Fito" Martínez | 55 episodios  |
| 2024        | Una vida menos en Canarias       | Atresplayer | Tomás Ruiz             | 1 episodio    |

### Cine
| Año  | Película                        | Personaje | Notas        |
| ---- | ------------------------------- | --------- | ------------ |
| 2010 | Rhodéa                          | Jack      | Cortometraje |
| 2015 | Cómo sobrevivir a una despedida | Yago      | Secundario   |
| 2016 | El desconcierto                 | Barman    | Cortometraje |
| 2016 | Benidorm mon amour              | Álex      | Protagonista |
| 2022 | La sangre fría                  |           | Secundario   |

### Programas TV
| Año         | Título                 | Cadena    | Notas                                               |
| ----------- | ---------------------- | --------- | --------------------------------------------------- |
| 2018        | Pasapalabra            | Telecinco | Invitado (12 episodios)                             |
| 2020 - 2023 | Pasapalabra            | Antena 3  | Invitado (12 episodios)                             |
| 2022        | Zapeando               | La Sexta  | Colaborador                                         |
| 2024        | MasterChef Celebrity   | La 1      | Concursante (1er expulsado/Repescado/10º expulsado) |
| 2025        | Hasta el fin del mundo | La 1      | Concursante (En competición)                        |

### Videoclips
| Año  | Canción    | Artista(s)                |
| ---- | ---------- | ------------------------- |
| 2018 | Ni la hora | Ana Guerra ft. Juan Magán |